# Jerry Bengtson
Jerry Ricardo Bengtson Bodden (Santa Rosa de Aguán, Colón, 8 de abril de 1987) es un futbolista hondureño que juega de delantero en el Club Deportivo Olimpia, de la Liga Nacional de Honduras.
Se inició futbolísticamente en el Club Deportivo Vida donde debutó en 2007 en la Liga Nacional de Honduras. Permaneció durante tres años en el equipo y fue transferido al Motagua, conjunto en el que poco después se hizo con el título de Clausura 2011. Su buen promedio anotador le permitió salir de su país para firmar en el New England Revolution, de Estados Unidos, en julio de 2012. Dos temporadas después salió en condición de préstamo al Belgrano de Argentina, estando solo un año. En 2015 se marchó a Irán y jugó en el Persépolis hasta conseguir el subcampeonato de liga. Sus actuaciones le permitieron arribar al Zob Ahan iraní y en su debut se hizo con el título de la Supercopa de ese país en 2016. Una vez finalizado el periodo deportivo, Bengtson fichó por el Deportivo Saprissa en mayo de 2017 y al año siguiente se proclamó campeón de liga. Concluido su paso por los morados, a mediados de 2018 recaló en el Olimpia.
Con la selección de Honduras fue partícipe de la Copa de Oro de la Concacaf 2011, de la Copa Centroamericana 2013 —donde salió subcampeón— y del Mundial 2014. Fue uno de los refuerzos sin límites de edad de su nación que disputó el torneo de fútbol de los Juegos Olímpicos 2012.

## Trayectoria

### C. D. S. Vida
Bengtson comenzó a practicar fútbol en el Club Deportivo Vida, donde hizo las divisiones inferiores. Debutó en la máxima categoría del balompié hondureño el 13 de agosto de 2007, en el empate de su equipo 1-1 como local frente al Olimpia. El primer gol de su carrera lo efectuó el 30 de septiembre, en condición de visita sobre el Real España. Jerry en esa oportunidad concretó el tanto del 0-1 transitorio, sin embargo el adversario igualaría las cifras para que el juego acabase 1-1. El 3 de noviembre volvió a encontrarse con la anotación al minuto 41', en el juego contra el Atlético Olanchano. Su gol fue el segundo en la victoria de su club con goleada de 4-1. Una vez finalizadas las dieciocho jornadas del Torneo de Apertura, su conjunto se ubicó en la octava colocación con veinte puntos, muy lejos de la zona de semifinales.
En su segunda competencia, el Clausura 2008, el delantero solamente conseguiría un gol. Su grupo quedó de último en la tabla, pero no descendió por el puntaje acumulado de la temporada. En todo el año deportivo, Jerry contabilizó dieciocho apariciones con tres anotaciones realizadas.
Para la temporada 2008-09, comprendida en los torneos de Apertura 2008 y Clausura 2009, el joven Bengtson vio acción en un total de once compromisos, con un solo gol, específicamente el 15 de abril de 2009, en la victoria 2-0 sobre el Real Juventud. Su equipo mostró un rendimiento contrario al décimo lugar del Apertura, llegando en la cuarta casilla a semifinales en el Clausura. El 7 de mayo fue la ida de esta serie, frente al Olimpia en condición de local. El único tanto de su compañero argentino Facundo Argüello marcó la diferencia en el resultado. Sin embargo, tres días después, su club fue eliminado con cifras globales de 2-1.
A partir del Torneo de Apertura 2009, el jugador asumiría un rol importante en la ofensiva del equipo. Su primer gol en la competición fue el 2 de agosto, en la victoria como visitante 1-2 contra el Motagua. El 22 de agosto nuevamente fue protagonista en concretar el tanto del triunfo momentáneo de 0-2 ante el Victoria, esto al minuto 26'. No obstante, el mismo Jerry hizo un autogol al minuto 39' y en el segundo tiempo el conjunto rival igualaría el partido para el 2-2 final. Una semana después, en la visita al Estadio Excelsior frente al Platense, el atacante ejecutó un gol al minuto 60' en la pérdida de 3-2. El delantero marcó para el descuento de su agrupación en la goleada recibida de 7-1 contra el Olimpia del 20 de septiembre. El 3 de octubre fue partícipe en la segunda anotación de su club en la ganancia de 3-1 sobre el Hispano. Cuatro días posteriores salvó a su conjunto de la derrota, tras haber hecho el tanto del empate 1-1 contra Motagua en el Estadio Ceibeño. Su siguiente anotación la tuvo el 4 de noviembre mediante la vía del penal, en la pérdida 3-1 ante Marathón. Los escarlatas acabaron en el séptimo puesto de la tabla con dieciocho puntos.
El futbolista se convirtió en líder de goleo del Torneo de Clausura 2010 con doce tantos. Además realizó dos dobletes a los rivales de Motagua y Victoria, ambos en el mes de abril. Su aporte le permitió a su equipo avanzar como tercero a la siguiente instancia, en tercer lugar con veintiocho puntos. El 24 de abril fue la semifinal de ida en el Estadio Ceibeño contra el Olimpia. Bengtson hizo un gol al minuto 28' y el resultado fue balanceado a dos tantos. A pesar del empate a una anotación en la vuelta de tres días después en el Estadio Tiburcio Carías, el rival clasificó a la última ronda debido a la ventaja deportiva que obtuvo por mejor ubicación.
Su último torneo vistiendo la camiseta de los cocoteros lo disputó en el Torneo de Apertura 2010. Jerry consiguió ser el máximo anotador con doce goles.

### F. C. Motagua
El 26 de noviembre de 2010, se hizo oficial el traspaso de Bengtson al Motagua, a petición del entrenador Ramón Maradiaga. A pesar de ser nuevo en el equipo, el delantero rápidamente destacó con goles en el Clausura 2011, consiguiendo la cifra de quince anotaciones. Su club avanzó en el segundo sitio de la tabla con 31 puntos y enfrentó las semifinales contra el Vida a finales de abril. La ida terminó en derrota de 1-0, pero en la vuelta su conjunto dio vuelta el resultado y ganó 3-2, donde Jerry hizo uno de los tantos por la vía del penal. Aunque se presentó la igualdad de 3-3 en el agregado, su equipo clasificó a la última instancia por mejor ubicación durante la fase regular. El 8 de mayo fue la final de ida en el Estadio Tiburcio Carías, escenario donde su grupo tuvo como adversario al Olimpia. El jugador completó la totalidad de los minutos y marcó un gol en el empate de 2-2. Para la vuelta del 15 de mayo, Bengtson culminó su buen nivel en la competencia tras anotar dos tantos a los minutos 16' y 93', los cuales sirvieron en la victoria de 1-3 y así coronarse campeón de liga por primera vez.
Para el Torneo de Apertura 2011, el futbolista en ofensiva terminaría en el segundo lugar de los máximos anotadores con nueve goles, por detrás de los quince que realizó el uruguayo Claudio Cardozo del Marathón. Su equipo vivió un bajo rendimiento que le costó la clasificación a la siguiente ronda de la liga.
Bengtson tuvo una declive en cuanto al promedio de anotaciones que obtenía en los torneos, llegando a la cifra de únicamente dos goles en el Torneo de Clausura 2012. No obstante, su conjunto logró el pase a la fase final del certamen al llegar en la segunda colocación con 32 puntos. El 2 de mayo fue la semifinal de ida frente al Marathón en el Estadio Olímpico Metropolitano, donde Jerry ingresó de cambio al inicio del segundo tiempo por Carlos Discua y el marcador finalizó con empate 0-0. La vuelta fue tres días después en condición de local. En esta oportunidad, el delantero participó los 90 minutos y su club perdió con cifras de 0-2, quedando eliminado.

### New England Revolution

El jugador durante su primera práctica con New England Revolution.

El 5 de julio de 2012, el futbolista fue presentado de manera oficial en el New England Revolution de Estados Unidos, con la camiseta número «27», siendo esta su primera experiencia internacional fuera de su país. Tres días después tuvo su debut frente al New York Red Bulls en el Gillette Stadium, escenario donde entró de cambio al minuto 60' por Blake Brettschneider y consiguió su primer gol de la temporada cerca del cierre del partido. Su tanto significó el segundo para su club en la victoria de 2-0. Luego se marchó de las convocatorias del entrenador Jay Heaps para incorporarse a los entrenamientos con la selección hondureña Sub-23 de cara a los Juegos Olímpicos. En la semana veinticuatro del 25 de agosto, su conjunto tuvo como rival al Columbus Crew en condición de visitante en el Mapfre Stadium. Bengtson fue autor de la segunda anotación para la ventaja transitoria de 0-2 para su grupo. Sin embargo, el adversario remontó el resultado para que se diera la derrota de los Revs. Al término de todos los compromisos del calendario del año deportivo, su equipo quedó en el noveno puesto de la Conferencia Este con 35 puntos.
Para el inicio de la Major League Soccer 2013, su agrupación visitó el Toyota Park para medirse al Chicago Fire. Jerry apareció en el once inicial y marcó el único gol al minuto 62' para la victoria 0-1. Durante la primera vuelta asumió la titularidad en la ofensiva del equipo, pero a partir de la segunda rueda perdió protagonismo tras las numerosas veces sin ser convocado o relegado al banquillo. De forma paralela a la liga, también disputó la U.S. Open Cup, donde hizo una de las anotaciones en la tercera ronda sobre el Rochester Rhinos, en la victoria con goleada de 1-5. Luego no vio acción en los octavos de final ante el New York Red Bulls y aguardó desde la suplencia en la eliminación de su club en la fase de cuartos de final contra el D.C. United. Por otra parte, su conjunto alcanzó el tercer lugar de la Conferencia Este y perdió en semifinales frente al Sporting Kansas City en los primeros días del mes de noviembre.
Jerry solamente participó en la primera vuelta de la temporada 2014 de liga, obteniendo siete apariciones y un gol conseguido, específicamente el 12 de abril sobre el Houston Dynamo. Después de ser un jugador irregular en la plantilla y sin oportunidades de ganarse un sitio en la alineación estelar, la dirigencia de su equipo accedió prestar al futbolista al Belgrano de Argentina.

### C. A. Belgrano
El 27 de julio de 2014 fue presentado oficialmente en el equipo argentino, donde firmó por una temporada y se le asignó la dorsal número «27». El 13 de agosto fue el inicio del Campeonato de Primera División, donde su conjunto visitó La Fortaleza para enfrentar al Lanús. Bajo las órdenes del entrenador Ricardo Zielinski, el atacante ingresó de relevo por Lucas Aveldaño al inicio del segundo tiempo y el marcador terminó en derrota ajustada de 1-0. Su primera anotación debió esperar hasta la decimoquinta jornada, realizada sobre Defensa y Justicia el 8 de noviembre en el Estadio Mario Alberto Kempes. Su tanto fue el conclusivo de la victoria de 3-0. Debido al proceso de adaptación al fútbol sudamericano que pasó el delantero, Jerry no logró mostrar su buen nivel al contabilizar nueve presencias de diecinueve totales, para un acumulado de 254 minutos de acción. Su club logró la décima colocación en la tabla con veinticinco puntos.
Para el Campeonato de 2015, el futbolista permaneció en el banquillo por dos jornadas consecutivas, en la victoria de 3-1 sobre Nueva Chicago y el empate sin goles frente a Lanús. Logró participar 11 minutos en la derrota de 1-2 contra River Plate en el Estadio Mario Alberto Kempes, esto el 1 de marzo. Recibió la primera expulsión de su carrera el 24 de mayo, en el compromiso de visita contra Godoy Cruz. En esa ocasión, entró de cambio al minuto 90' por Sebastián Prediger y vio la cartulina roja en el tiempo de reposición. El marcador culminó en pérdida de 1-0. Estadísticamente contabilizó seis apariciones, de las cuales no hizo tantos. Luego regresó al New England Revolution tras el fin de su cesión. El 16 de junio quedó fuera de la institución estadounidense por mutuo acuerdo al finiquitar su contrato.

### Persépolis F. C.

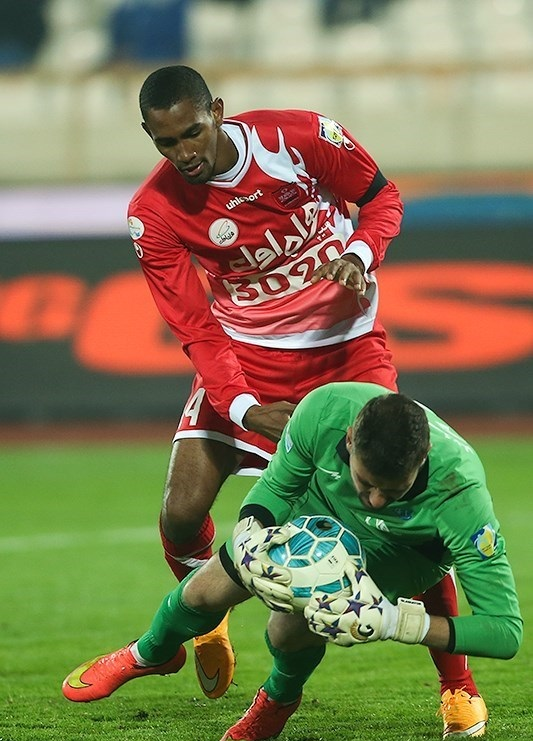
Bengtson en diciembre de 2015.

El delantero permaneció varias semanas como agente libre hasta el 29 de julio de 2015, fecha en la que se hizo oficial su firma con el Persépolis de Irán por un año. Debutó en la tercera fecha de la temporada 2015-16 del torneo de liga, contra el Sepahan en el Estadio Foolad Shahr. Jerry en esa oportunidad entró por el iraní Ali Alipour y vio acción por 14 minutos en la pérdida con cifras de 4-2. El 25 de septiembre, en la visita de su club al Estadio Yadegar-e-Emam ante el Tractor Sazi, el atacante apareció por primera vez en el once inicial del entrenador croata Branko Ivankovic, y realizó un gol mediante la vía del penal al minuto 71' para la ganancia de 0-1. Su segundo tanto lo llevó a cabo el 26 de octubre, en el triunfo 2-0 como local sobre el Malavan. Cuatro días después salvó a su conjunto de la derrota en tiempo de reposición, tras conseguir el gol de la igualdad de 1-1 frente al Esteghlal. El 14 de diciembre fue el autor del único tanto en la victoria de 1-0 ante el Gostaresh Foulad en el Estadio Azadi. En el cotejo correspondiente a la vigesimoprimera fecha del 18 de febrero de 2016, donde su conjunto tuvo como rival al Saipa, Bengtson ingresó de relevo por Farshad Ahmadzadeh en el segundo tiempo, fue amonestado al minuto 73' y poco antes del cierre salió expulsado por doble acumulación de tarjetas amarillas. El resultado fue balanceado a un gol. Volvió a reencontrarse con la anotación el 9 de abril, de nuevo contra el Malavan en la victoria de 1-2. El jugador en ofensiva fue determinante en el encuentro del 22 de abril, tras haber obtenido un doblete a los minutos 56' y 86' sobre el Esteghlal Ahvaz. Una vez finalizado el año deportivo, su club quedó igualado en puntos con el Esteghlal Khuzestan, por lo que el criterio de gol diferencia determinó el segundo sitio para su grupo. Con esto quedó subcampeón de liga. Luego de este hecho decidió no continuar en el club, para buscar otra oportunidad en el balompié asiático.

### Zob Ahan F. C.
El 11 de julio de 2016, Bengtson realizó las pruebas médicas en el Zob Ahan, igualmente iraní, para una posible contratación. Los resultados que obtuvo fueron positivos y al día siguiente se oficializó su llegada como nuevo refuerzo del equipo, firmando por un año.

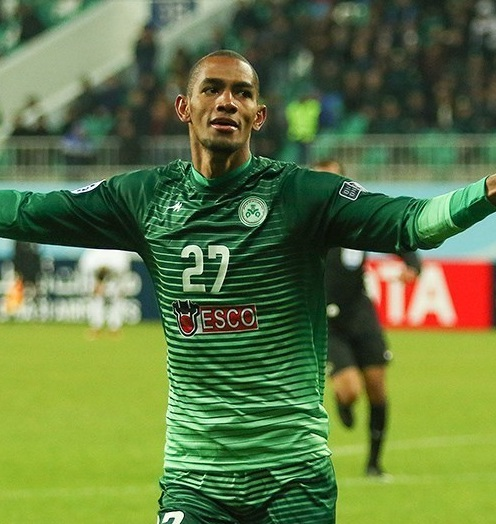
Jerry en su segunda temporada en el fútbol iraní.

Disputó su primer encuentro el 19 de julio, específicamente en la final de la Supercopa de Irán 2016. En esa ocasión, el juego se desarrolló en el Estadio Foolad Shahr y su conjunto tuvo como adversario al Esteghlal Khuzestan. Bajo las órdenes del director técnico Yahya Golmohammadi, su club se vio en desventaja con un marcador adverso de 0-2. Sin embargo, sus compañeros Morteza Tabrizi y Yaser Feyzi pudieron igualar las cifras en el resultado para que el tiempo regular terminase empatado 2-2. De esta manera fueron requeridos los tiempos suplementarios donde Jerry, quien estaba aguardando en la suplencia, entró al comienzo de la segunda mitad por Feyzi. El cotejo concluyó en victoria 4-2 para su grupo, proclamándose campeón por primera vez en su historia.
Tuvo su debut en la Iran Pro League el 25 de julio, correspondiente a la primera fecha. Su agrupación enfrentó al Siah Jamegan en el Samen al-Aeme Stadium, escenario donde Jerry ingresó de relevo por Yaser Feyzi al minuto 65' en la pérdida ajustada de 2-1. En toda la temporada liguera alcanzó la cifra de ocho goles en veintisiete apariciones, sumado a otros dos conseguidos en la Copa y la misma cantidad en la Liga de Campeones de la AFC. Su club fue cuarto de la tabla con 46 puntos, quedándose fuera de la zona de competiciones asiáticas para el siguiente año deportivo.

### Deportivo Saprissa
Jerry regresó a territorio centroamericano, específicamente a Costa Rica, donde llevó a cabo pruebas médicas en el Deportivo Saprissa de la máxima categoría de ese país. El 30 de mayo de 2017 se confirmó, mediante un comunicado de prensa, la incorporación del jugador al conjunto morado por dos torneos cortos. Fue presentado al día siguiente por el gerente deportivo del club Paulo Wanchope, junto a los otros refuerzos Lemark Hernández y Luis Stewart Pérez.

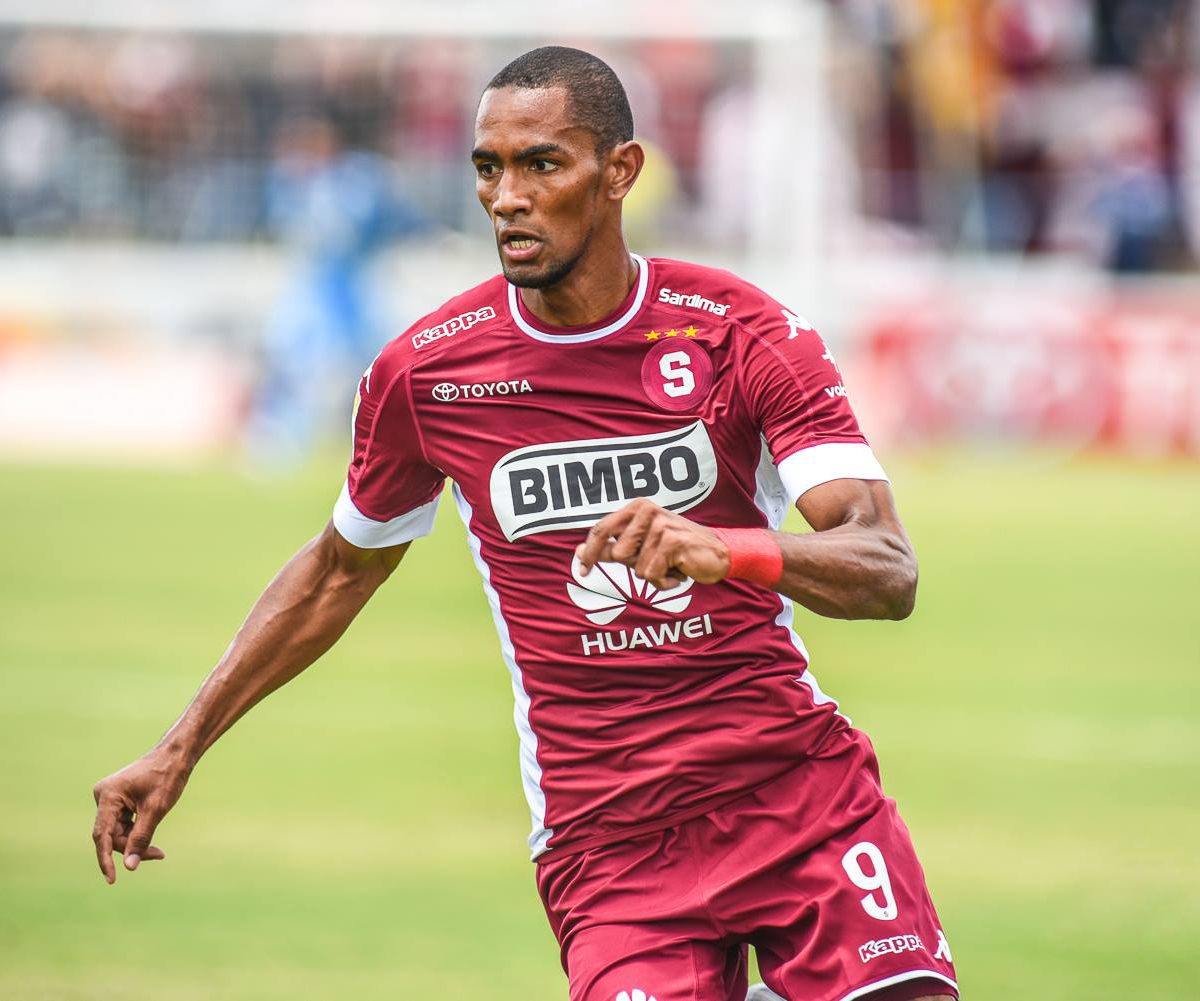
El jugador en su primer juego oficial con el Deportivo Saprissa.

Su debut en el Torneo de Apertura 2017 se produjo el 30 de julio en el Estadio "Fello" Meza de Cartago, escenario en el que su conjunto fungió como local contra Carmelita. Bengtson, por su parte, apareció en el once inicial con la dorsal «9», completó la totalidad de los minutos y aportó un gol de penal en la victoria con cifras de 4-2. Dos días después, el Tribunal Disciplinario de la Federación Costarricense de Fútbol, castigó a Jerry con una sanción de dos partidos por haber simulado la falta de penal en el juego anterior, convirtiéndose en el primer futbolista de la liga en recibir este tipo de inhabilitación mediante la revisión del video. Además, debió abonar una multa de cien mil colones. Retornó como titular el 20 de agosto en el triunfo ajustado de 1-0 sobre la Universidad de Costa Rica. El 27 de agosto salió expulsado en el clásico ante Alajuelense, por aplaudir de forma irrespetuosa al árbitro central Ricardo Montero quien le amonestó con una tarjeta amarilla al minuto 84', para segundos después ver la tarjeta roja por emplear lenguaje ofensivo. Tras conocer las consecuencias disciplinarias de la sexta fecha, se determinó el correctivo del delantero por cuatro juegos. Volvió a la acción el 24 de septiembre en el duelo por la undécima jornada contra el Santos de Guápiles, y dio uno de los goles en la derrota de su equipo 3-2. Al cierre de la fase de clasificación, los saprissistas avanzaron a la cuadrangular en el segundo sitio con 43 puntos. El 6 de diciembre, en el juego ante Pérez Zeledón en el Estadio Ricardo Saprissa, Jerry entró de cambio al minuto 74' por Marvin Angulo, y al 82' recibió un centro de Ulises Segura para correr por la banda derecha y sacar la marcación del portero rival, esto para conseguir un nuevo tanto —que no hacía desde hace dos meses y medio— y el que significó la victoria por 2-1. El atacante terminó el campeonato con dieciocho presencias, con tres goles marcados y la misma cantidad en asistencias. El conjunto tibaseño quedó sin posibilidades de optar por el título.
Con miras al Torneo de Clausura 2018, su equipo cambió de entrenador debido al retiro de Carlos Watson, siendo Vladimir Quesada —quien fuera el asistente la campaña anterior— el nuevo estratega. Bengtson apareció como titular en la primera fecha del 7 de enero ante Liberia, en el Estadio Edgardo Baltodano. En el epílogo del primer tiempo fue derribado dentro del área y él mismo se encargó de convertir el gol de penal, para la transitoria ventaja de 0-1. Al minuto 69', en un rebote del defensor rival en el que el balón topó en las piernas de Jerry, hizo que el delantero inintencionalmente pusiera una asistencia a su compañero Daniel Colindres, quien concretó el tanto del triunfo 0-3. En el juego del 17 de enero contra Carmelita, Bengtson entró de cambio por David Ramírez al minuto 77', y en su primer contacto con el balón marcó el gol de la victoria 3-1, tras aprovechar el mal despeje del guardameta contrario. Después de dos meses exactos sin anotar, su sequía en cuanto a goles acabaría el 25 de marzo, marcando precisamente de penal en el clásico sobre Alajuelense. Tres días después, hizo uno de los tantos y sirvió una asistencia en la victoria 2-1 ante la Universidad de Costa Rica. El delantero mostró una variante en las recientes alineaciones de acuerdo a su posicionamiento al ser colocado como extremo por la derecha, situación en la cual le permitió ganarse un cupo en la estelaridad del equipo. Materializó su primer doblete con la camiseta saprissista el 8 de abril —en el día de su cumpleaños— contra el Pérez Zeledón en la ganancia de visita por 2-3. El 28 de abril salió expulsado en el partido frente al Herediano, tras dar un supuesto golpe al rival Leonardo González en el tiempo añadido de la primera parte. Retornó de su castigo de un partido el 6 de mayo en la victoria por 0-3 sobre el Santos de Guápiles. El 20 de mayo se proclama campeón del torneo con su club tras vencer al Herediano en la tanda de penales. Bengtson contabilizó en este periodo veinte apariciones, anotó seis goles y sirvió dos asistencias. Luego de no llegar a un arreglo económico para su renovación, el contrato del delantero finalizó el 23 de mayo por lo que quedó fuera de la institución.

### C. D. Olimpia
El 6 de junio de 2018, Bengtson fue oficializado como fichaje del Olimpia, por un año.

## Selección hondureña

### Categorías inferiores

#### Juegos Olímpicos 2012
Jerry Bengtson fue confirmado como uno de los refuerzos sin límites de edad en la categoría Sub-23 de Honduras para afrontar el torneo de fútbol de los Juegos Olímpicos de 2012. Bajo las órdenes del entrenador colombiano Luis Fernando Suárez, el atacante apareció como titular en el primer compromiso del certamen, realizado en el Hampden Park de Glasgow el 26 de julio frente a Marruecos. En esa oportunidad, anotó un gol al minuto 56' y otro al 65' mediante la vía de penal en el empate 2-2. Tres días posteriores se efectuó el segundo cotejo, contra España en el St James' Park de Newcastle. El mismo Bengtson se encargó de colocar un tanto al minuto 7' que terminó siendo definitivo en la primera victoria para su nación. Con la igualdad sin anotaciones ante Japón el 1 de agosto en el Ricoh Arena de Coventry, su combinado aseguró el segundo lugar de tabla del grupo D y por lo tanto un puesto en la siguiente instancia. El compromiso por los cuartos de final tuvo lugar el 4 de agosto contra Brasil, donde Jerry participó 87 minutos y salió de cambio por Anthony Lozano. Por otro lado, su selección perdió con cifras de 3-2, quedando fuera de competencia.
| Juegos                | Sede        | Resultado        |
| --------------------- | ----------- | ---------------- |
| Juegos Olímpicos 2012 | Reino Unido | Cuartos de final |

### Selección absoluta
El delantero fue convocado por primera vez al combinado absoluto de la selección de Honduras el 21 de abril de 2010. Bajo la dirección técnica del colombiano Reinaldo Rueda, su nación enfrentó a Venezuela como local en el Estadio Olímpico Metropolitano, partido en el que Jerry ingresó de relevo al comienzo del segundo tiempo por Ramón Núñez. Por otra parte, el marcador culminó en derrota inesperada de 0-1.
Su primera aparición como titular la tuvo el 4 de septiembre de ese año, esta vez del entrenador mexicano Juan de Dios Castillo, en el compromiso frente a El Salvador en Los Angeles Memorial Coliseum, saliendo como sustitución por Roger Rojas al minuto 82'. La igualdad en el marcador llevó este juego hasta los lanzamientos desde el punto penal, donde su equipo fue el ganador. Tres días después, fue partícipe en la derrota con cifras de 2-1 contra Canadá en el Estadio Saputo. El 9 de octubre fue tomado en cuenta para la lejana visita de su conjunto al QBE Stadium, escenario donde tuvo como adversario a Nueva Zelanda. Bengtson entró de cambio por Walter Martínez al minuto 83' y recibió su primera tarjeta amarilla como internacional absoluto al cierre del cotejo, el cual terminó balanceado a un gol. Tres días posteriores fue tomado en cuenta para el segundo amistoso efectuado nuevamente en Los Ángeles, siendo Guatemala el contrincante. El atacante vio acción por 60 minutos y los goles de sus compañeros Roger Rojas y Georgie Welcome marcaron la diferencia en la victoria de 2-0. El 17 de noviembre fue parte de la nómina que disputó el encuentro ante Panamá en el Estadio Rommel Fernández, donde empezó en la alineación estelar pero salió de relevo por Rojas. El marcador de 2-0 favoreció a los canaleros. El último partido del año se desarrolló en condición de local, por segunda ocasión contra los panameños, el 18 de diciembre. Jerry estuvo por 20 minutos en el triunfo ajustado de 2-1.
El 9 de febrero de 2011, en el juego frente a la escuadra de Ecuador en el Estadio Ceibeño, el jugador en ofensiva consiguió su primer tanto vistiendo la camiseta hondureña. Su tanto, al minuto 8', significó la ventaja de 1-0 transitoria, sin embargo los rivales igualaron y las cifras de 1-1 prevalecieron al término del tiempo reglamentario, por lo que hubo lanzamientos desde el punto de penal para decidir al ganador. El resultado de 4-5 dio la victoria a los ecuatorianos. El 29 de mayo marcó su segundo gol sobre El Salvador en el amistoso efectuado en territorio estadounidense, específicamente en el Robertson Stadium, mediante la vía del penal al minuto 50'. A pesar de haber logrado una diferencia de 2-0 momentánea, los rivales terminaron igualando el cotejo a dos anotaciones.

#### Copa de Oro 2011
El delantero fue considerado en la lista definitiva de jugadores del colombiano Luis Fernando Suárez, quienes viajaron a Estados Unidos para afrontar la edición de la Copa de Oro de la Concacaf 2011. En el Home Depot Center tuvo lugar el partido de debut de su selección, el 6 de junio contra Guatemala. Jerry apareció en el once inicial, salió de cambio al minuto 70' y el resultado culminó empatado sin anotaciones. Cuatro días después en el Estadio Riccardo Silva, su nación enfrentó a Granada por la segunda fecha. El atacante mostró su buen nivel al concretar un doblete a los minutos 26' y 37', además dio una asistencia a su compañero Carlo Costly y el marcador fue de victoria con cifras de goleada 1-7. El 13 de junio fue el tercer compromiso ante Jamaica en el Red Bull Arena de Nueva Jersey, escenario donde su país perdió 0-1. El rendimiento evidenciado por los catrachos les permitió avanzar a la siguiente fase como segundos del grupo B. Los cuartos de final se presentaron el 18 de junio, teniendo como rival a Costa Rica en el New Meadowlands Stadium. El futbolista logró un gol en la igualdad de 1-1, y tras 120 minutos la serie se llevó a los lanzamientos desde el punto de penal. Bengtson cobró exitosamente el cuarto tiro en el triunfo de 2-4. Sin embargo, su combinado quedaría eliminado en semifinales por México con cifras de 2-0 en el tiempo suplementario.
| Copa             | Sede           | Resultado   |
| ---------------- | -------------- | ----------- |
| Copa de Oro 2011 | Estados Unidos | Semifinales |

El 10 de agosto de 2011 completó la totalidad de los minutos en la victoria de 2-0 sobre Venezuela, encuentro que se realizó en el Lockhart Stadium de Florida. Para los amistosos del mes de septiembre, Bengtson fue titular pero salió de cambio en ambos encuentros, en las derrotas de 0-2 contra Colombia y 0-3 frente a Paraguay.
En el primer juego de la fecha FIFA del 8 de octubre, el atacante participó 66 minutos en la pérdida ajustada 1-0 ante Estados Unidos. Volvió a anotar para su combinado tres días después, contra Jamaica en el Estadio Ceibeño, para el triunfo de 2-1.
Obtuvo un nuevo doblete el 14 de noviembre en el partido frente a Serbia en el Estadio Olímpico Metropolitano. Jerry anotó a los minutos 4' y 29' en la victoria de 2-0.
El 29 de febrero de 2012 alcanzó ser titular los 90 minutos en el amistoso desarrollado en el Estadio Banco del Pacífico, ante Ecuador cuyo marcador finalizó en derrota con cifras de 2-0. El 11 de abril ingresó de relevo por Carlo Costly y participó 32 minutos en la igualdad de 1-1 contra Costa Rica en condición de visita.
El jugador en ofensiva fue tomado en cuenta para la tercera fecha de la Eliminatoria Mundialista de Concacaf, en su fase de grupos. El 7 de septiembre de 2012 fue el primer juego de su nación frente al combinado de Cuba en el Estadio Pedro Marrero de La Habana. Bengtson hizo el gol del transitorio 0-1 al minuto 33', y sus compañeros Víctor Bernárdez y Marvin Chávez ampliaron la ventaja para el triunfo de 0-3. Cuatro días posteriores se dio el segundo cotejo, de nuevo contra los cubanos pero como local en el Estadio Olímpico Metropolitano. El delantero disputó la totalidad de los minutos y marcó el único tanto que significó la victoria de 1-0.
En la reanudación del proceso eliminatorio de la confederación, el futbolista fue considerado para formar parte de la nómina hondureña en la fecha FIFA. El 12 de octubre enfrentó a Panamá en el Estadio Rommel Fernández y fue titular los 90 minutos en el empate 0-0. Para la sexta jornada del 16 de octubre en condición de local contra Canadá, Jerry mostró su mejor nivel en la cancha y concretó un Hat-Trick o triplete en la victoria con cifras de goleada 8-1. Además, aportó dos asistencias en este encuentro. Su conjunto acabó de líder del grupo C con once puntos.
El último amistoso del año se dio el 14 de noviembre en el BBVA Compass Stadium de Houston, Texas, escenario donde su grupo tuvo como adversario a Perú. Bengtson apareció en el once inicial, salió de cambio por Mario Roberto Martínez al minuto 73' y el resultado culminó con empate sin goles.

#### Copa Centroamericana 2013
Su segunda competencia con la escuadra hondureña se desarrolló en la Copa Centroamericana 2013, con sede en el Estadio Nacional de territorio costarricense. El 18 de enero fue su debut frente a El Salvador, donde anotó un gol al minuto 75'. Sin embargo los rivales igualarían para el resultado definitivo de 1-1. Luego vio acción en el partido balanceado a un tanto contra Panamá, esto cuatro días después. El rendimiento de su nación le permitió avanzar como líder del grupo B con solo dos puntos. La semifinal se llevó a cabo el 25 de enero ante Belice, juego en el que anotó su compañero Brayan Beckeles para el triunfo ajustado de 1-0. Bengtson completó la totalidad de los minutos en la final frente al anfitrión Costa Rica, donde su país registró el revés de 1-0 para quedarse con el subcampeonato del torneo.
| Copa                      | Sede       | Resultado  |
| ------------------------- | ---------- | ---------- |
| Copa Centroamericana 2013 | Costa Rica | Subcampeón |

En el inicio de la hexagonal final de la Eliminatoria de Concacaf, su conjunto recibió en el Estadio Olímpico Metropolitano al combinado de Estados Unidos. El partido tuvo lugar el 6 de febrero donde Jerry apareció en el once titular y anotó el gol de la victoria 2-1. El 22 de marzo fue la segunda fecha, contra México de nuevo como local. Su equipo a pesar de tener un marcador adverso de 0-2, logró equiparar las acciones y Bengtson fue quien obtuvo la anotación que salvó el empate 2-2. Luego participó 82 minutos en la derrota de su país 2-0 frente a Panamá en el Estadio Rommel Fernández. El 7 de junio fue parte de la nueva pérdida de su grupo en esta instancia, esta vez de 1-0 ante Costa Rica en condición de visitante.
El 6 de septiembre de 2013 concretó un gol al minuto 63' que permitió a su conjunto igualar momentáneamente el resultado frente a México en el Estadio Azteca. Posteriormente su compañero Carlo Costly hizo el tanto del triunfo histórico 1-2 en este escenario deportivo. El atacante, cuatro días después, estuvo 89 minutos en el empate 2-2 de local contra Panamá.
El 11 de octubre de ese año, Jerry fue el encargado de ejecutar la anotación para la victoria 1-0 sobre Costa Rica. En la última fecha de la hexagonal, el delantero ingresó de relevo por Costly en la igualdad a dos goles contra Jamaica. Su país avanzó a la Copa del Mundo de 2014 mediante uno de los tres cupos directos.
Como preparación previo al torneo mundial, su selección tuvo encuentros amistosos entre noviembre de 2013 y junio de 2014, contra adversarios como Brasil, Ecuador, Venezuela, Turquía, Israel e Inglaterra. Por su parte, Bengtson fue convocado para todos los partidos, inclusive anotó frente a los venezolanos.

#### Mundial 2014
La primera fecha para su conjunto en el Mundial 2014 la tuvo el 15 de junio en el Estadio Beira-Rio de Porto Alegre. En esa oportunidad, el rival fue el combinado de Francia y el jugador fue titular durante el primer tiempo. A partir de la segunda mitad salió como sustitución por su compañero Óscar Boniek García y el marcador concluyó en pérdida con cifras de 3-0. Para el siguiente cotejo de cinco días después frente a Ecuador en la Arena da Baixada de Curitiba, Bengtson disputaría la totalidad de los minutos en la derrota de 1-2. El 25 de junio fue la última jornada donde su equipo salió nuevamente vencido con resultado de 0-3, esta vez contra Suiza en la Arena da Amazônia de Manaus. Con este rendimiento los hondureños quedaron eliminados en fase de grupos sin sumar puntos.
| Copa                 | Sede   | Resultado      |
| -------------------- | ------ | -------------- |
| Copa Mundial de 2014 | Brasil | Fase de grupos |

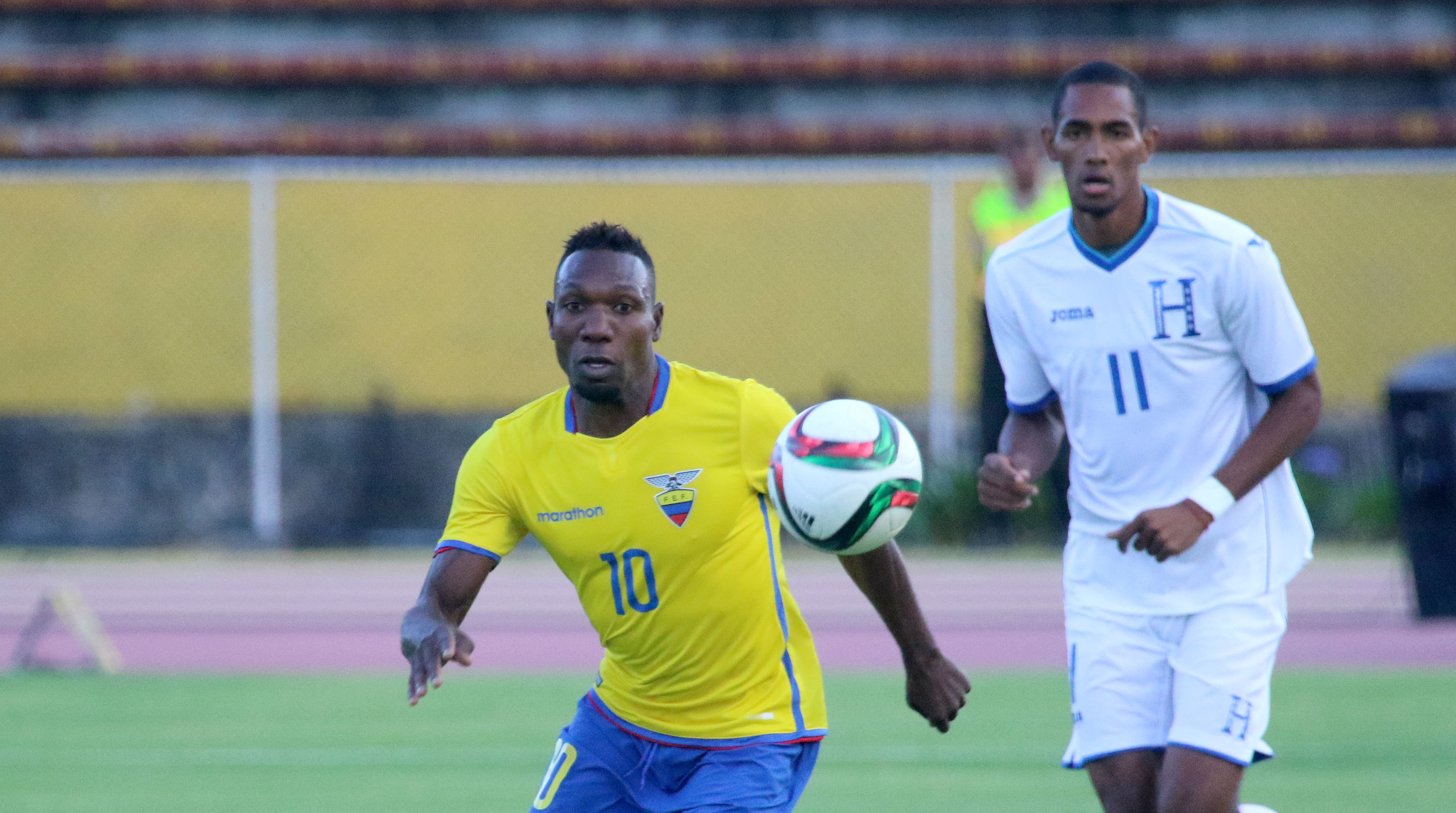
El delantero junto al ecuatoriano Walter Ayoví.

El director técnico Jorge Luis Pinto consideró a Bengtson para su nómina de cara al repechaje para la Copa Oro de la Concacaf 2015 contra Guayana Francesa. El 25 de marzo se desarrolló la ida de esta serie como visita en el Stade Municipal Dr. Edmard Lama, escenario donde Jerry concretó un gol al minuto 17' para la ventaja transitoria de 0-1. Sin embargo, los rivales remontarían el juego para que este finalizase con cifras de 3-1. Cuatro días después fue la vuelta en el Estadio Olímpico Metropolitano, en la que el delantero apareció en el once inicial y salió de cambio por Rubilio Castillo. Por otra parte, el marcador terminó en victoria 3-0 para los hondureños y por lo tanto clasificaron al torneo de la confederación.
Para las fechas FIFA de septiembre y octubre de 2015, el futbolista de carácter ofensivo obtuvo un acumulado de 196 minutos disputados en los partidos contra Venezuela, Ecuador, Guatemala y Sudáfrica. Jerry volvió a encontrarse con el gol tras marcar uno sobre los guatemaltecos.
El 13 de noviembre de 2015 comenzó para su grupo la Eliminatoria al Mundial 2018, donde tuvo como rival a Canadá en el primera fecha, de visitante en el Estadio BC Place de Vancouver. En esa ocasión, el atacante esperó desde la suplencia y el marcador terminó en pérdida 1-0. Cuatro días posteriores fue el compromiso de local contra México en el cual Jerry participó 29 minutos en la nueva derrota, siendo esta vez con cifras de 0-2. Después del juego, el entrenador Pinto se molestó por la actitud mostrada por Bengtson durante el calentamiento, provocando diferencias entre ellos y causando la decisión del futbolista en alejarse del conjunto Bicolor para los siguientes encuentros.

## Vida privada
Sus hermanos menores Dembor y Exon también son futbolistas profesionales.
Bengtson sufrió un accidente en la madrugada del 25 de julio de 2010, cuando se trasladaba en su vehículo desde San Pedro Sula hacia La Ceiba. El jugador, junto a su novia, cayó en un abismo por lo que fueron rescatados y llevados al hospital para una valoración en cuanto al estado de su salud. Jerry sufrió lesiones menores, pero su acompañante tuvo mayor afectación y permaneció más tiempo en la sala de emergencia.

## Estadísticas

### Clubes
Actualizado al último partido jugado el 10 de marzo de 2024.
| C. D. S. Vida Honduras | 2007-08             | 18  | 3   | — | — | —  | —  | 18  | 3   |
| C. D. S. Vida Honduras | 2008-09             | 11  | 1   | — | — | —  | —  | 11  | 1   |
| C. D. S. Vida Honduras | 2009-10             | 33  | 19  | — | — | —  | —  | 33  | 19  |
| C. D. S. Vida Honduras | 2010-11             | 19  | 13  | — | — | —  | —  | 19  | 13  |
| C. D. S. Vida Honduras | Total               | 81  | 36  | — | — | —  | —  | 81  | 36  |
| F. C. Motagua Honduras | 2010-11             | 22  | 15  | — | — | —  | —  | 22  | 15  |
| F. C. Motagua Honduras | 2011-12             | 32  | 11  | — | — | 7  | 2  | 39  | 13  |
| F. C. Motagua Honduras | Total               | 54  | 26  | — | — | 7  | 2  | 61  | 28  |
| New England Revolution Estados Unidos | 2012                | 13  | 2   | — | — | —  | —  | 13  | 2   |
| New England Revolution Estados Unidos | 2013                | 16  | 1   | 1 | 1 | —  | —  | 17  | 2   |
| New England Revolution Estados Unidos | 2014                | 7   | 1   | — | — | —  | —  | 7   | 1   |
| New England Revolution Estados Unidos | Total               | 36  | 4   | 1 | 1 | —  | —  | 37  | 5   |
| C. A. Belgrano Argentina | 2014                | 9   | 1   | — | — | —  | —  | 9   | 1   |
| C. A. Belgrano Argentina | 2015                | 6   | 0   | 1 | 0 | —  | —  | 7   | 0   |
| C. A. Belgrano Argentina | Total               | 15  | 1   | 1 | 0 | —  | —  | 16  | 1   |
| Persépolis F. C. Irán | 2015-16             | 19  | 7   | 2 | 0 | —  | —  | 21  | 7   |
| Persépolis F. C. Irán | Total               | 19  | 7   | 2 | 0 | —  | —  | 21  | 7   |
| Zob Ahan F. C. Irán | 2016-17             | 27  | 8   | 5 | 2 | 6  | 2  | 38  | 12  |
| Zob Ahan F. C. Irán | Total               | 27  | 8   | 5 | 2 | 6  | 2  | 38  | 12  |
| Deportivo Saprissa Costa Rica | 2017-18             | 37  | 9   | — | — | 1  | 0  | 38  | 9   |
| Deportivo Saprissa Costa Rica | Total               | 37  | 9   | — | — | 1  | 0  | 38  | 9   |
| C. D. Olimpia Honduras | 2018-19             | 41  | 24  | — | — | —  | —  | 41  | 25  |
| C. D. Olimpia Honduras | 2019-20             | 28  | 15  | — | — | 10 | 2  | 38  | 17  |
| C. D. Olimpia Honduras | 2020-21             | 38  | 23  | — | — | 5  | 2  | 43  | 25  |
| C. D. Olimpia Honduras | 2021-22             | 36  | 19  | — | — | 1  | 1  | 37  | 20  |
| C. D. Olimpia Honduras | 2022-23             | 42  | 21  | — | — | 9  | 3  | 51  | 24  |
| C. D. Olimpia Honduras | 2023-24             | 31  | 15  | — | — | 3  | 0  | 34  | 15  |
| C. D. Olimpia Honduras | Total               | 216 | 116 | — | — | 28 | 8  | 244 | 126 |
| | Total en su carrera | 485 | 207 | 9 | 3 | 42 | 12 | 536 | 222 |
| (1) Incluye datos de la U.S. Open Cup (2013); Copa Argentina (2014-15); Copa Hazfi (2015-17); Supercopa de Irán (2016). (2) Incluye datos de la Liga de Campeones de la Concacaf (2011-20); Liga de Campeones de la AFC (2017); Liga Concacaf (2019-20). (3) No incluye datos de partidos amistosos. |                     |     |     |   |   |    |    |     |     |

### Selección
Actualizado al último partido jugado el 17 de noviembre de 2015.
| Selección Nacional | Años  | Amistosos | Amistosos | Copa de Oro | Copa de Oro | Copa Centroamericana | Copa Centroamericana | Copa Mundial | Copa Mundial | Eliminatorias(1) | Eliminatorias(1) | Total    | Total |
| Selección Nacional | Años  | Partidos  | Goles     | Partidos    | Goles       | Partidos             | Goles                | Partidos     | Goles        | Partidos         | Goles            | Partidos | Goles |
| --- | ----- | --------- | --------- | ----------- | ----------- | -------------------- | -------------------- | ------------ | ------------ | ---------------- | ---------------- | -------- | ----- |
| Honduras | 2010  | 7         | 0         | —           | —           | —                    | —                    | —            | —            | —                | —                | 7        | 0     |
| Honduras | 2011  | 8         | 5         | 5           | 3           | —                    | —                    | —            | —            | —                | —                | 13       | 8     |
| Honduras | 2012  | 3         | 0         | —           | —           | —                    | —                    | —            | —            | 4                | 5                | 7        | 5     |
| Honduras | 2013  | 1         | 0         | —           | —           | 4                    | 1                    | —            | —            | 8                | 4                | 13       | 5     |
| Honduras | 2014  | 4         | 1         | —           | —           | —                    | —                    | 3            | 0            | —                | —                | 7        | 1     |
| Honduras | 2015  | 4         | 1         | —           | —           | —                    | —                    | —            | —            | 3                | 1                | 7        | 2     |
| Honduras | Total | 27        | 7         | 5           | 3           | 4                    | 1                    | 3            | 0            | 15               | 10               | 54       | 21    |
| (1) Incluye datos de la Eliminatoria de Concacaf hacia la Copa del Mundo (2014/2018); Repechaje hacia la Copa de Oro de la Concacaf (2015). |       |           |           |             |             |                      |                      |              |              |                  |                  |          |       |

### Goles internacionales
| Núm. | Fecha                    | Lugar                                                     | Rival            | Gol | Resultado | Competición                   |
| ---- | ------------------------ | --------------------------------------------------------- | ---------------- | --- | --------- | ----------------------------- |
| 1    | 9 de febrero de 2011     | Estadio Nilmo Edwards, La Ceiba, Honduras                 | Ecuador          | 1-0 | 1-1       | Amistoso                      |
| 2    | 29 de mayo de 2011       | Robertson Stadium, Texas, Estados Unidos                  | El Salvador      | 2-0 | 2-2       | Amistoso                      |
| 3    | 10 de junio de 2011      | Estadio Riccardo Silva, Florida, Estados Unidos           | Granada          | 1-1 | 1-7       | Copa de Oro 2011              |
| 4    | 10 de junio de 2011      | Estadio Riccardo Silva, Florida, Estados Unidos           | Granada          | 1-3 | 1-7       | Copa de Oro 2011              |
| 5    | 18 de junio de 2011      | New Meadowlands Stadium, Nueva Jersey, Estados Unidos     | Costa Rica       | 0-1 | 1-1       | Copa de Oro 2011              |
| 6    | 11 de octubre de 2011    | Estadio Nilmo Edwards, La Ceiba, Honduras                 | Jamaica          | 1-0 | 2-1       | Amistoso                      |
| 7    | 14 de noviembre de 2011  | Estadio Olímpico Metropolitano, San Pedro Sula, Honduras  | Serbia           | 1-0 | 2-0       | Amistoso                      |
| 8    | 14 de noviembre de 2011  | Estadio Olímpico Metropolitano, San Pedro Sula, Honduras  | Serbia           | 2-0 | 2-0       | Amistoso                      |
| 9    | 7 de septiembre de 2012  | Estadio Pedro Marrero, La Habana, Cuba                    | Cuba             | 0-1 | 0-3       | Eliminatoria del Mundial 2014 |
| 10   | 11 de septiembre de 2012 | Estadio Olímpico Metropolitano, San Pedro Sula, Honduras  | Cuba             | 1-0 | 1-0       | Eliminatoria del Mundial 2014 |
| 11   | 16 de octubre de 2012    | Estadio Olímpico Metropolitano, San Pedro Sula, Honduras  | Canadá           | 1-0 | 8-1       | Eliminatoria del Mundial 2014 |
| 12   | 16 de octubre de 2012    | Estadio Olímpico Metropolitano, San Pedro Sula, Honduras  | Canadá           | 2-0 | 8-1       | Eliminatoria del Mundial 2014 |
| 13   | 16 de octubre de 2012    | Estadio Olímpico Metropolitano, San Pedro Sula, Honduras  | Canadá           | 7-1 | 8-1       | Eliminatoria del Mundial 2014 |
| 14   | 18 de enero de 2013      | Estadio Nacional, San José, Costa Rica                    | El Salvador      | 1-0 | 1-1       | Copa Centroamericana 2013     |
| 15   | 6 de febrero de 2013     | Estadio Olímpico Metropolitano, San Pedro Sula, Honduras  | Estados Unidos   | 2-1 | 2-1       | Eliminatoria del Mundial 2014 |
| 16   | 22 de marzo de 2013      | Estadio Olímpico Metropolitano, San Pedro Sula, Honduras  | México           | 2-2 | 2-2       | Eliminatoria del Mundial 2014 |
| 17   | 6 de septiembre de 2013  | Estadio Azteca, Ciudad de México, México                  | México           | 1-1 | 1-2       | Eliminatoria del Mundial 2014 |
| 18   | 11 de octubre de 2013    | Estadio Olímpico Metropolitano, San Pedro Sula, Honduras  | Costa Rica       | 1-0 | 1-0       | Eliminatoria del Mundial 2014 |
| 19   | 5 de marzo de 2014       | Estadio Olímpico Metropolitano, San Pedro Sula, Honduras  | Venezuela        | 1-0 | 2-1       | Amistoso                      |
| 20   | 25 de marzo de 2015      | Stade Municipal Dr. Edmard Lama, Cayena, Guayana Francesa | Guayana Francesa | 0-1 | 3-1       | Repechaje Copa de Oro 2015    |
| 21   | 8 de octubre de 2015     | Estadio Tiburcio Carías, Tegucigalpa, Honduras            | Guatemala        | 1-0 | 1-1       | Amistoso                      |

## Palmarés

### Campeonatos nacionales
| Título             | Club                   | País       | Año  |
| ------------------ | ---------------------- | ---------- | ---- |
| Torneo de Clausura | F. C. Motagua          | Honduras   | 2011 |
| Supercopa de Irán  | Zob Ahan F. C.         | Irán       | 2016 |
| Torneo de Clausura | Deportivo Saprissa     | Costa Rica | 2018 |
| Torneo de Apertura | Club Deportivo Olimpia | Honduras   | 2019 |
| Torneo de Apertura | Club Deportivo Olimpia | Honduras   | 2020 |
| Torneo Clausura    | Club Deportivo Olimpia | Honduras   | 2021 |
| Liga Nacional      | Club Deportivo Olimpia | Honduras   | 2021 |

### Títulos internacionales
| Título        | Club                   | País       | Año  |
| ------------- | ---------------------- | ---------- | ---- |
| Liga Concacaf | Club Deportivo Olimpia | Costa Rica | 2022 |